# ITF Stoccarda
L'ITF Stoccarda (nome completo: Internationaler Württembergische Damen-Tennis-Meisterschaften um den Stuttgarter Stadtpokal) è stato un torneo professionistico femminile di tennis giocato su campi in terra rossa. Faceva parte dell'ITF Women's Circuit. Si giocava annualmente a Stoccarda in Germania.

## Albo d'oro

### Singolare
| Anno       | Campionessa            | Finalista              | Punteggio        |
| ---------- | ---------------------- | ---------------------- | ---------------- |
| 1994       | Tatjana Ječmenica      | Svetlana Komleva       | 6–3, 7–6         |
| 1995       | Lenka Cenková          | Julia Jehs             | 6–4, 6–1         |
| 1996       | Sandra Klösel          | Sofia Prazeres         | 2–6, 7–6, 6–3    |
| 1997       | Ana Alcázar            | Sandra Klösel          | 6–3, 6–4         |
| 1998       | Ľudmila Cervanová      | Sandra Klösel          | 6–2, 7–5         |
| 1999       | Li Fang                | Patricia Wartusch      | 6–4, 7–6         |
| 2000       | Miriam Schnitzer       | Mia Buric              | 6–3, 6–4         |
| 2001       | Vanessa Krauth         | Gabriela Voleková      | 6–1, 6–3         |
| 2002       | Claudine Schaul        | Stephanie Gehrlein     | 6–3, 3–6, 6–4    |
| 2003       | Mervana Jugić-Salkić   | Nuria Llagostera Vives | 6–3, 6–0         |
| 2004       | Martina Müller         | Nathalie Vierin        | 6–2, 7–5         |
| 2005       | Vanessa Henke          | Kyra Nagy              | 6–2, 0–6, 6–4    |
| 2006       | Jewhenija Sawranska    | Monica Niculescu       | 7–6(4), 7–5      |
| 2007       | Stephanie Gehrlein (1) | Carmen Klaschka        | 6–3, 7–6(7)      |
| 2008       | Stephanie Gehrlein (2) | Jewhenija Sawranska    | 6–0, 6–2         |
| 2009       | Zarina Diyas           | Katalin Marosi         | 6–1, 6–2         |
| 2010       | Mandy Minella (1)      | Elise Tamaela          | 6–4, 6–2         |
| 2011       | Tímea Babos            | Korina Perkovic        | 1–6, 6–2, 6–3    |
| 2012       | Kateryna Kozlova       | Florencia Molinero     | 3–6, 7–5, 6–4    |
| 2013       | Laura Siegemund        | Viktorija Golubic      | 6–3, 3–6, 7–6(4) |
| 2014       | Mariana Duque Mariño   | Carina Witthöft        | 5–7, 6–2, 6–2    |
| 2015       | Risa Ozaki             | Romina Oprandi         | 6–4, 7–5         |
| 2016       | Lina Gjorcheska        | Dalila Jakupović       | 6–2, 3–6, 6–4    |
| 2017       | Bernarda Pera          | Anna Zaja              | 6–4, 6–4         |
| 2018       | Mandy Minella (2)      | Anna Zaja              | 6–4, 4–6, 6–1    |
| 2019       | Georgia Crăciun        | Vol'ha Havarcova       | 6–2, 6–3         |
| 2020- 2021 | Non disputato          | Non disputato          | Non disputato    |
| 2022       | Katharina Hobgarski    | Sinja Kraus            | 7–5, 6–2         |
| 2023       | Ella Seidel            | Julia Middendorf       | 6–3, 6–1         |

### Doppio
| Anno       | Campionesse                              | Finaliste                                | Punteggio              |
| ---------- | ---------------------------------------- | ---------------------------------------- | ---------------------- |
| 1994       | Maaike Koutstaal Lara Bitter             | Nicole Pratt Kirrily Sharpe              | 6–1, 6–2               |
| 1995       | Henrieta Nagyová Radka Zrubáková         | Tatjana Ječmenica Olena Tatarkova        | 6–3, 7–6               |
| 1996       | Lenka Cenková Adriana Gerši              | Denisa Chládková Eva Martincová          | 6–3, 6–4               |
| 1997       | Seda Noorlander Nirupama Vaidyanathan    | Maria-Fernanda Landa Marlene Weingärtner | 6–3, 6–1               |
| 1998       | Laurence Courtois Maja Murić             | Julia Abe Lubomira Bacheva               | 6–1, 6–4               |
| 1999       | Patricia Wartusch Jasmin Wöhr (1)        | Radka Pelikánová Ludmila Richterová      | 6–1, 7–6               |
| 2000       | Virag Csurgo Eva Martincová (1)          | Andrea Glass Jasmin Wöhr                 | 6–2, 2–6, 6–4          |
| 2001       | Dája Bedáňová Eva Martincová (2)         | Gréta Arn Jasmin Wöhr                    | 6–2, 2–6, 6–4          |
| 2002       | Barbara Schwartz Jasmin Wöhr (2)         | Dar'ja Kustova Petrea Rampre             | 5–7, 6–4, 7–6(4)       |
| 2003       | Antonia Matic Angelika Roesch            | Maria Geznenge Dragana Zarić             | 6–1, 7–6(2)            |
| 2004       | Vanessa Henke (1) Anouska van Exel       | Hana Birnerová Stephanie Vogt            | 6–4, 7–5               |
| 2005       | Julija Bejhelsymer Vanessa Henke (2)     | Darija Jurak Marija Korytceva            | 7–6(5), 6–1            |
| 2006       | Monica Niculescu Renata Voráčová         | Eva Fislová Stanislava Hrozenská         | 6–2, 6(4)–7, 7–5       |
| 2007       | Kacjaryna Dzehalevič Yanina Wickmayer    | Darija Jurak Carmen Klaschka             | 6–3, 6–2               |
| 2008       | Kristina Barrois (1) Laura Siegemund (1) | Katalin Marosi Marina Tavares            | 6–3, 6–4               |
| 2009       | Katalin Marosi Laura Siegemund (2)       | Leonie Mekel Kathrin Wörle               | 7–6(2), 6(6)–7, [10–4] |
| 2010       | Mandy Minella Irena Pavlovic             | Magdalena Kiszczyńska Erika Sema         | 6–3, 6–4               |
| 2011       | Darija Jurak Anaïs Laurendon             | Hana Birnerová Stephanie Vogt            | 4–6, 6–1, [10–0]       |
| 2012       | Sandra Klemenschits Tatjana Maria        | Lenka Juríková Zuzana Luknárová          | 6–3, 6–2               |
| 2013       | Kristina Barrois (2) Laura Siegemund (3) | Stephanie Vogt Sandra Zaniewska          | 7–6(1), 6–4            |
| 2014       | Viktorija Golubic Laura Siegemund (4)    | Lesley Kerkhove Arantxa Rus              | 6–3, 6–3               |
| 2015       | Marija Marfutina Iryna Schymanowitsch    | Lenka Juríková Zuzana Luknárová          | 6–2, 4–6, [10–8]       |
| 2016       | Lina Gjorcheska Florencia Molinero       | Aminat Kushkhova Diana Šumová            | 1–6, 6–1, [10–7]       |
| 2017       | Ksenija Bekker Raluca Georgiana Șerban   | Laura Schaeder Anna Zaja                 | 6–3, 5–7, [10–7]       |
| 2018       | Irina Fetecău Aymet Uzcátegui            | Anita Husarić Tammi Patterson            | 6–3, 3–6, [10–4]       |
| 2019       | Alena Fomina Vivien Juhászová            | Tamara Čurović Chiara Scholl             | 2–6, 6–2, [14–12]      |
| 2020- 2021 | Non disputato                            | Non disputato                            | Non disputato          |
| 2022       | Ángela Fita Boluda Emily Seibold         | Weronika Falkowska Anna Sisková          | 6–4, 7–6(5)            |
| 2023       | Mana Kawamura Yuki Naito                 | Denisa Hindová Karolína Kubáňová         | 6–2, 6(4)–7, [10–7]    |